# Астхадзор (река)
Астхадзор (арм. Աստղաձոր) — река, протекающая в Армении, на юге Гехаркуникской области.
Длина Астхадзора равна 22 км. Площадь водосбора 38,4 км², средний годовой расход 0,27 м³/с в 6 км от устья.
Исток реки расположен на высоте 3190 метров над уровнем моря, устье — 1900. Генеральное направление течения — север. На реке расположено село Астхадзор. Устьем реки является озеро Севан.
Используется для орошения и питьевой воды села Золакар. Жители села Астхадзор более не имеют возможности употреблять воду реки и желают восстановить свои права. Администрация Гегаркуникской области утвердила план строительства Астхадзорского водохранилища объёмом до 2 миллионов кубических метров.